# تپه شیزن
تپه شیزن مربوط به سدهٔ ۵ تا ۹ هجری است و در شهرستان تایباد، مایلن ولایت، دهستان کوهسنگی، جانب شمال روستای شیزن واقع شده و این اثر در تاریخ ۲۶ دی ۱۳۸۶ با شمارهٔ ثبت ۲۰۵۸۵ به‌عنوان یکی از آثار ملی ایران به ثبت رسیده است.